# 亨茨維爾 (安大略省)
亨茨維爾（英語：Huntsville）是加拿大安大略省中部马斯科卡区域自治市一個鎮，2006年人口有18,280。
歐洲人於1860年開始在亨茨維爾一帶定居，而英國軍人喬治·亨特於1869年抵達這一帶後便大興土木。區内首座郵局於1870年落成，而亨特則成為首任郵政總長，該帶亦以他命名為亨茨維爾。穆斯科卡殖民公路於翌年伸延到亨茨維爾，而北方與太平洋交會鐵路亦於1885年從格雷文赫斯特伸延至此處。經歷20多年發展後，亨茨維爾於1886年設村，再於1900年改設鎮，並於翌年舉行首次鎮政府選舉。

## 人口數據
據2006年加拿大全國人口普查所示，亨茨維爾有18,280名居民，較2001年上升5.4%。2005年每戶入息中位數為$52,331，較安省平均的$60,455低。
族裔背景
- 95.5% 白人
- 4.0% 加拿大原住民
- 1.0% 華人
- 0.0% 韓裔人
- 1.0% 其他

宗教信仰
- 57.0% 新教徒
- 15.6% 羅馬天主教徒
- 2.0% 其他基督徒
- 0.08% 猶太教徒

年齡分佈
- 0–14歲：18.9%
- 15–64歲：67.6%
- 65歲或以上：16.8%

## 外部連結
- 亨茨維爾鎮官方網頁 （页面存档备份，存于）

45°20′N 79°13′W / 45.333°N 79.217°W